# Richard Burns
Richard Alexander Burns (ur. 17 stycznia 1971 w Reading, zm. 25 listopada 2005 w Londynie) – brytyjski kierowca rajdowy. Był fabrycznym kierowcą zespołów Mitsubishi, Subaru i Peugeota. W latach 1991–2003 jego pilotem był Szkot Robert Reid.
Swoją karierę rajdową Burns rozpoczął 1988 roku, a jego pierwszym samochodem był Talbot Sunbeam. W listopadzie 1990 roku zadebiutował w Rajdowych Mistrzostwach Świata jadąc samochodem Peugeot 309 GTI. W debiucie zajął 28. miejsce w Rajdzie Wielkiej Brytanii. W 1993 roku wywalczył tytuł mistrza Wielkiej Brytanii. W listopadzie 1995 roku podczas Rajdu Wielkiej Brytanii po raz pierwszy w karierze stanął na podium w rajdzie mistrzostw świata. W 1996 roku został członkiem fabrycznego zespołu Mitsubishi. Na przełomie lutego i marca 1998 wygrał swój pierwszy rajd w mistrzostwach świata, Rajd Safari. W 1999 roku przeszedł do zespołu Subaru. W latach 1999 i 2000 wywalczył wicemistrzostwo świata, a w 2001 roku został rajdowym mistrzem świata. W 2002 roku odszedł do zespołu Peugeota, w którym jeździł do 2003 roku. W swojej karierze wygrał łącznie dziesięć rajdów. 34 razy w swojej karierze stawał na podium w rajdach mistrzostw świata. Zdobył w nich 351 punktów. Wygrał 277 odcinków specjalnych.
25 listopada 2005 roku Burns zmarł w Londynie z powodu nowotworu mózgu.

## Kariera

### Początki
Burns urodził się w angielskim mieście Reading. W wieku 8 lat po raz pierwszy jeździł samochodem, kiedy to prowadził należącego do ojca Alexa Triumpha 2000 po polach wokół własnego domu w okolicach Reading. Trzy lata później wstąpił do klubu Under 17 Car Club, w którym w 1984 roku został kierowcą. W 1986 roku ojciec zabrał młodego Burnsa na wizytę do rajdowej szkoły Welsh Forest Rally School koło Newtown, który zadecydował wówczas, iż chce zostać kierowcą rajdowym. Następnie Burns zapisał się do Craven Motor Club w Reading. W 1988 roku zadebiutował w rajdach przerobionym do tego celu przez siebie samochodzie Talbot Sunbeam. Jego talent został dostrzeżony przez fana rajdów, Davida Williamsa, który zaopatrzył Burnsa w nowy samochód rajdowy Peugeot 205 GTi. W tamtym roku Burns wystartował w Pucharze Peugeota i wygrał go.
Nagrodą dla Burnsa za zwycięstwo w Pucharze Peugeota był start w rajdzie mistrzostw świata, Rajdzie Wielkiej Brytanii w listopadzie 1990 roku. Burns wystartował z pilotem Wayne’em Goble’em samochodem Peugeot 309 GTI i zajął w klasyfikacji generalnej dwudzieste ósme miejsce. W 1991 roku Burns poznał Szkota Roberta Reida, który został jego pilotem rajdowym. Pod koniec roku angielsko-szkocka załoga wystąpiła w kolejnym Rajdzie Wielkiej Brytanii i zajęła w nim szesnastą pozycję. W 1992 roku David Williams zapewnił Burnsowi nowy samochód, Subaru Legacy RS, przygotowany przez firmę Prodrive. Wygrał nim mistrzostwo serii Mintex National Championship. Burns przystąpił do Subaru World Rally Team i w sezonie 1993 wystartował nowym samochodem w mistrzostwach Wielkiej Brytanii. Wygrał cztery rajdy tej serii (Vauxhall Sport Rally, Pirelli Rally, Rajd Szkocji i Manx International Rally) i dzięki temu w wieku 22 lat został najmłodszym rajdowym mistrzem kraju w historii. W listopadzie 1993 pojechał Subaru w Rajdzie Wielkiej Brytanii i ukończył go na siódmej lokacie.
W sezonach 1994 i 1995 Burns wziął udział w kilku rajdach mistrzostw świata jadąc samochodem Subaru Impreza 555. Na przełomie marca i kwietnia pojechał w Rajdzie Safari (Subaru Imprezą WRX) i zajął w nim piąte miejsce. W sezonie 1994 pojechał jeszcze w Rajdzie Nowej Zelandii i Rajdzie Wielkiej Brytanii, jednak obu nie ukończył. W 1995 roku najpierw zajął siódmą pozycję w marcowym rajdzie Portugalii, a następnie wypadł z lipcowego Rajdu Nowej Zelandii na skutek awarii silnika. Subaru Imprezą pojechał także w listopadzie, w 51. Rajdzie Wielkiej Brytanii i po raz pierwszy w karierze stanął na podium. Był trzeci za Colinem McRae i Carlosem Sainzem, także jadących Subaru Imprezą 555.

### 1996–1998: Mitsubishi
Na początku 1996 roku Burns podpisał kontrakt z zespołem Mitsubishi Ralliart na występy w sezonie 1996 samochodem Mitsubishi Lancer Evo III. W zespole Mitsubishi miał być drugim kierowcą obok Fina Tommiego Mäkinena. Swój debiut w zespole Mitsubishi w mistrzostwach świata Burns zaliczył w maju 1996 w Rajdzie Indonezji. Załoga Burns-Reid odpadła z rajdu na 3. odcinku specjalnym z powodu awarii układu elektrycznego. W mistrzostwach świata, w sezonie 1996, Burns pojechał jeszcze w trzech rajdach. W lipcu 1996 w Rajdzie Argentyny był czwarty, we wrześniu w Rajdzie Australii – szósty, a listopadowego Rajdu Katalonii nie ukończył z powodu wypadku na 18. odcinku specjalnym. W 1996 roku Burns jeździł w zespole Mitsubishi także w mistrzostwach Azji i Pacyfiku i zajął w nich drugie miejsce za Kennethem Erikssonem z zespołu Subaru.
W sezonie 1997 Burns startował samochodem Mitsubishi Carisma GT Evo IV. Pierwszym rajdem w tamtym sezonie, w którym Brytyjczyk wystartował, był marcowy Rajd Safari. Czwarty odcinek specjalny Olepolos 1 był pierwszym wygranym odcinkiem specjalnym w karierze Burnsa. W kenijskim rajdzie zajął drugie miejsce i przegrał o ponad 7 minut ze Szkotem Colinem McRae. Kolejnych dwóch rajdów w sezonie 1997, w których uczestniczył, nie ukończył. Pod koniec marca 1997 odpadł z Rajdu Portugalii na skutek awarii skrzyni biegów, a z majowego Rajdu Argentyny wyeliminowała go awaria zawieszenia. W czerwcu 1997 roku Burns dojechał na czwartym miejscu w Rajdzie Grecji, w sierpniu 1997 był czwarty w Rajdzie Nowej Zelandii, a we wrześniu 1997 – czwarty w Rajdzie Indonezji. Z kolei w Rajdzie Australii po 4. i 5. odcinku specjalnym był liderem, po raz pierwszy w swojej karierze, jednak ostatecznie ukończył zawody na czwartej pozycji. Natomiast w listopadzie, w ostatnim rajdzie sezonu, Rajdzie Wielkiej Brytanii Burns miał szansę odnieść pierwsze swoje zwycięstwo w mistrzostwach świata. Od 12. odcinka specjalnego prowadził, jednak na 21. odcinku przebił oponę, stracił cztery minuty i ostatecznie dojechał do mety na czwartej pozycji.
W sezonie 1998 Burns miał po raz pierwszy pojechać we wszystkich rajdach mistrzostw świata i na sezon otrzymał nowy samochód Mitsubishi, Carismę GT Evo IV. Sezon rozpoczął od zajęcia piątej pozycji w Rajdzie Monte Carlo oraz piętnastej w Rajdzie Szwecji. W trzecim rajdzie sezonu, odbywającym się na przełomie lutego i marca Rajdzie Safari Burns objął prowadzenie na 1. odcinku specjalnym. Potem jednak do 10. odcinka specjalnego jechał na drugiej pozycji, a od 11. do końca rajdu prowadził i tym samym wygrał swój pierwszy w karierze rajd o mistrzostwo świata. O ponad 9 minut pokonał dwóch Finów, byłych mistrzów świata, Juhę Kankkunena i Ariego Vatanena, obu jadących Fordem Escortem WRC. W dwóch kolejnych rajdach, Rajdzie Portugalii i Rajdzie Hiszpanii Burns był czwarty, a kolejne punkty do klasyfikacji generalnej mistrzostw świata zdobył w sierpniu, w Rajdzie Finlandii, w którym był piąty. W listopadzie 1998 wystartował w ostatnim rajdzie sezonu, Rajdzie Wielkiej Brytanii. Zwyciężył w trzynastu odcinkach specjalnych i wygrał swój drugi rajd w sezonie wyprzedzając na mecie Juhę Kankkunena oraz Brunego Thiry. Dzięki zwycięstwu i odpadnięciu Carlosa Sainza na ostatnim odcinku specjalnym, 300 metrów przed metą, Burns przyczynił się do wywalczenia mistrzostwa świata producentów przez zespół Mitsubishi.

### 1999–2001: Subaru

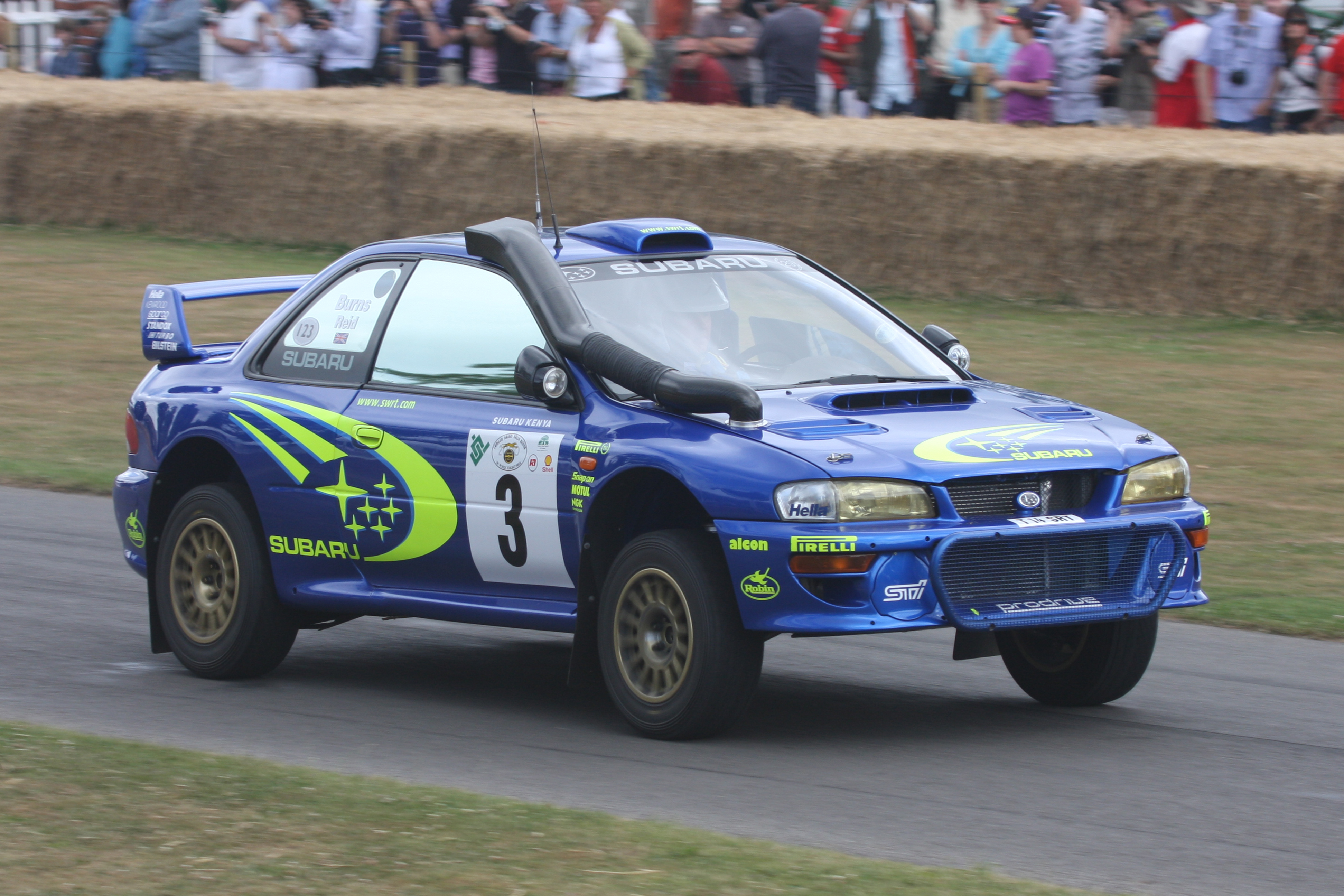
Richard Burns w Subaru Imprezie WRC2000 w 2000 roku

Wraz z początkiem 1999 roku z zespołu Subaru odszedł Szkot Colin McRae, który podpisał kontrakt z zespołem Forda. Kontrakt z Subaru najpierw podpisał Fin Juha Kankkunen, a następnie Burns, który miał stać się liderem zespołu. Debiut w Subaru Imprezie w specyfikacji WRC99 nie był dla Burnsa udany i w styczniowym Rajdzie Monte Carlo zajął on ósmą lokatę. W Rajdzie Szwecji był piąty, a Rajdu Safari nie ukończył na skutek awarii zawieszenia. Także w kolejnych trzech rajdach Burns nie zdołał zająć miejsca na podium. Zajął kolejno: czwarte miejsce w Rajdzie Portugalii, piąte w Rajdzie Katalonii i siódme w Rajdzie Korsyki. Przełamanie nastąpiło w maju, w Rajdzie Argentyny. Do ostatniego odcinka specjalnego Burns prowadził, jednak nie wygrał go i ostatecznie zajął drugą pozycję. Zwycięzcą został partner Burnsa z zespołu, Juha Kankkunen (wygrał z Burnsem o 2,4 sekundy), który pomimo polecenia team order nie puścił Burnsa i nie pozwolił Brytyjczykowi, liderowi zespołu Subaru, odnieść zwycięstwa w Argentynie. Jednak już w kolejnym starcie, w Rajdzie Grecji, Burns prowadził przez prawie cały rajd i wygrał go. Odniósł tym samym swoje trzecie zwycięstwo w karierze i wyprzedził na mecie Carlosa Sainza w Toyocie Corolli WRC oraz Tommiego Mäkinena w Mitsubishi Lancerze Evo VI. Lipcowego Rajdu Nowej Zelandii Burns nie ukończył wskutek awarii skrzyni biegów. Jednak w kolejnych dwóch startach sezonu 1999 dojechał na drugich miejscach. W Rajdzie Finlandii uległ jedynie Kankkunenowi, a w Rajdzie Chin przegrał tylko z Francuzem Didierem Auriolem. Po tych wynikach stał się jednym z kandydatów do wywalczenia mistrzostwa świata. W październikowym Rajdzie Sanremo odpadł jednak z rywalizacji na skutek problemów ze skrzynią biegów, podczas gdy główni rywale Brytyjczyka do tytułu, Mäkinen i Auriol stanęli na podium. W listopadzie, w Rajdzie Australii Burns zwyciężył pokonując o ponad 11 sekund Carlosa Sainza i o ponad 4 minuty Tommiego Mäkinena, który tym samym został mistrzem świata w roku 1999. W ostatnim rajdzie w sezonie, Rajdzie Wielkiej Brytanii Burns wygrał wyprzedzając Juhę Kankkunena i Harriego Rovanperę. Został tym samym wicemistrzem świata z 55 zdobytymi punktami w klasyfikacji generalnej.

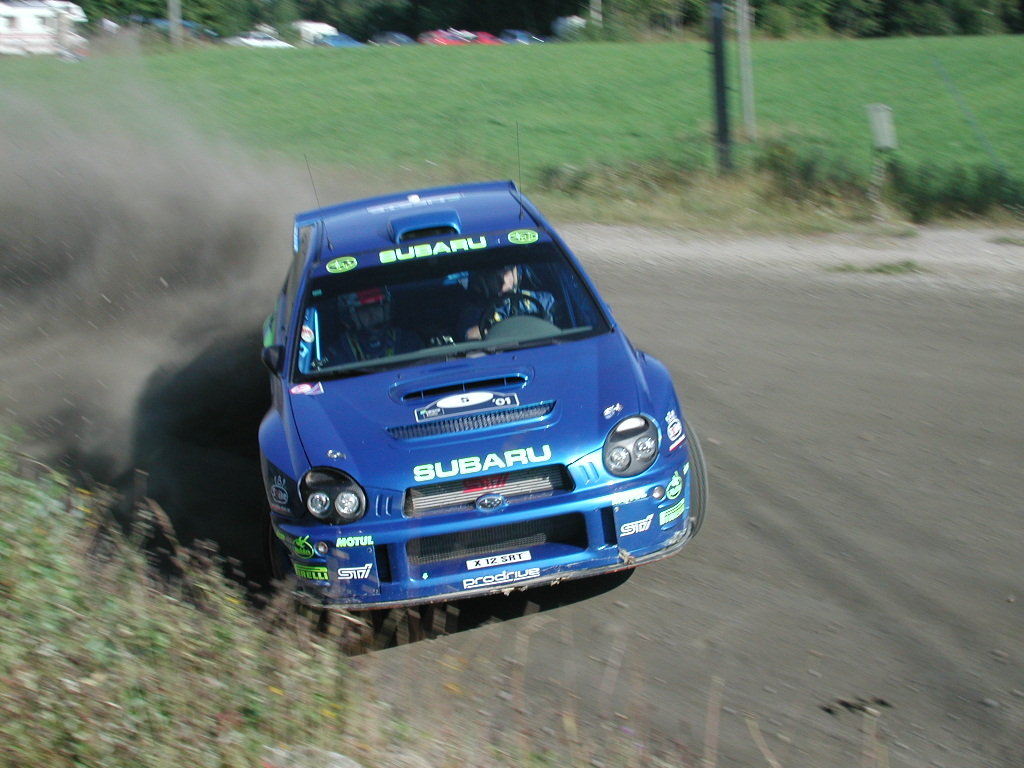
Richard Burns w Subaru Imprezie WRC2001 na trasie Rajdu Finlandii 2001

W sezonie 2000 Burns nadal jeździł w Subaru wraz z Juhą Kankkunenem. Pierwszego rajdu w sezonie, styczniowego Rajdu Monte Carlo Burns nie ukończył z powodu kłopotów technicznych z samochodem. Pierwsze punkty w sezonie zdobył w lutym w Rajdzie Szwecji, w którym zajął piątą pozycję. W lutym 2000 odniósł pierwsze zwycięstwo w sezonie 2000. Wygrał Rajd Safari przed Juhą Kankkunenem i Didierem Auriolem. W wygranej pomogły mu między innymi dzięki odpadnięcia faworytów rajdu, Colina McRae i Tommiego Mäkinena. W marcu 2000 Burns stał się pierwszym angielskim kierowcą, który został liderem klasyfikacji mistrzostw świata. Stało się tak dzięki zwycięstwu w Rajdzie Portugalii, w którym Anglik wyprzedził na mecie Marcusa Grönholma i Carlosa Sainza. W kolejnym rajdzie, Rajdzie Katalonii, Burns przyjechał na metę drugi. Przegrał o 5,9 sekundy z Colinem McRae, ale umocnił się na pozycji lidera mistrzostw świata. W maju 2000 Burns wygrał swój ósmy rajd w karierze. Zwyciężył w Rajdzie Argentyny i stanął na podium przed dwoma Finami Grönholmem i Mäkinenem. Tym samym powiększył przewagę w klasyfikacji generalnej nad Mäkinenem do 9 punktów. Kolejnych trzech rajdów Burns jednak nie ukończył. Z Rajdu Grecji odpadł na skutek awarii turbosprężarki, a z Rajdu Nowej Zelandii – z powodu awarii układu mechanicznego. Z kolei na 11. odcinku specjalnym Burns miał wypadek. Jego Subaru dachowało. Burns nie doznał obrażeń, a jego pilot Robert Reid miał lekki uraz karku. Burns stracił prowadzenie w mistrzostwach, a na podium stanął dopiero w listopadzie, w Rajdzie Australii. Dojechał na trzecim miejscu, jednak zwycięzca rajdu, Tommi Mäkinen, został zdyskwalifikowany z powodu nieprzepisowej turbosprężarki. Ostatecznie rajd wygrał Marcus Grönholm, a Burns był drugi. Ostatni rajd w sezonie 2000, Rajd Wielkiej Brytanii, Burns wygrał, jednak Grönholm przyjechał w nim na drugim miejscu. Fin został mistrzem świata, a Burns wywalczył wicemistrzostwo ostatecznie zdobywając 5 punktów mniej w klasyfikacji generalnej. Za rok 2000 Burns otrzymał nagrodę International Rally Driver of the Year w plebiscycie czasopisma Autosport.
Przed rozpoczęciem sezonu 2001 nowymi partnerami Burnsa w Subaru po odejściu Kankkunena zostali Norweg Petter Solberg i Estończyk Markko Märtin. Burns pozostał pierwszym kierowcą Subaru. Pierwsze punkty w sezonie 2001 Burns zdobył w trzecim rajdzie, Rajdzie Portugalii, w którym zajął czwarte miejsce. Z kolei w majowym Rajdzie Argentyny Anglik po raz pierwszy w sezonie stanął na podium. Był drugi za Colinem McRae. W czerwcu, w Rajdzie Cypru, także był drugi i także przegrał jedynie z McRae. Kolejnych dwóch rajdów Burns nie ukończył. Z Rajdu Grecji odpadł na skutek awarii skrzyni biegów, a z Rajdu Safari – z powodu awarii zawieszenia. W Rajdzie Finlandii wygrał Marcus Grönholm, ale Burns przyjechał na drugiej pozycji tracąc 25 sekund do Fina. Z kolei we wrześniu Burns zwyciężył w Rajdzie Nowej Zelandii. Był to jego pierwszy wygrany rajd od listopada 2000, a Brytyjczyk wyprzedził w nim Colina McRae i Harriego Rovanperę. Dzięki zwycięstwu awansował na trzecią pozycję w klasyfikacji generalnej mistrzostw świata. W październiku nie dojechał jednak do mety Rajdu Sanremo, gdy odpadł na pierwszym odcinku specjalnym z powodu wypadku. Z kolei w Rajdzie Korsyki był czwarty. Dzięki zajęciu drugiego miejsca w Rajdzie Australii za Marcusem Grönholmem Burns awansował przed ostatnim rajdem sezonu na drugie miejsce w klasyfikacji generalnej i tracił do prowadzącego Colina McRae dwa punkty. Na drugim odcinku specjalnym Rajdu Wielkiej Brytanii odpadł Mäkinen, a na czwartym odcinku McRae miał wypadek i wycofał się z rajdu; tym samym Burns stracił dwóch rywali w walce o tytuł mistrzowski. Ostatecznie dojechał na trzeciej pozycji, zdobył cztery punkty i został mistrzem świata. Za rok 2001, podobnie jak za rok 2000, Burns został uhonorowany nagrodą International Rally Driver of the Year w plebiscycie Autosportu.

### 2002–2003: Peugeot

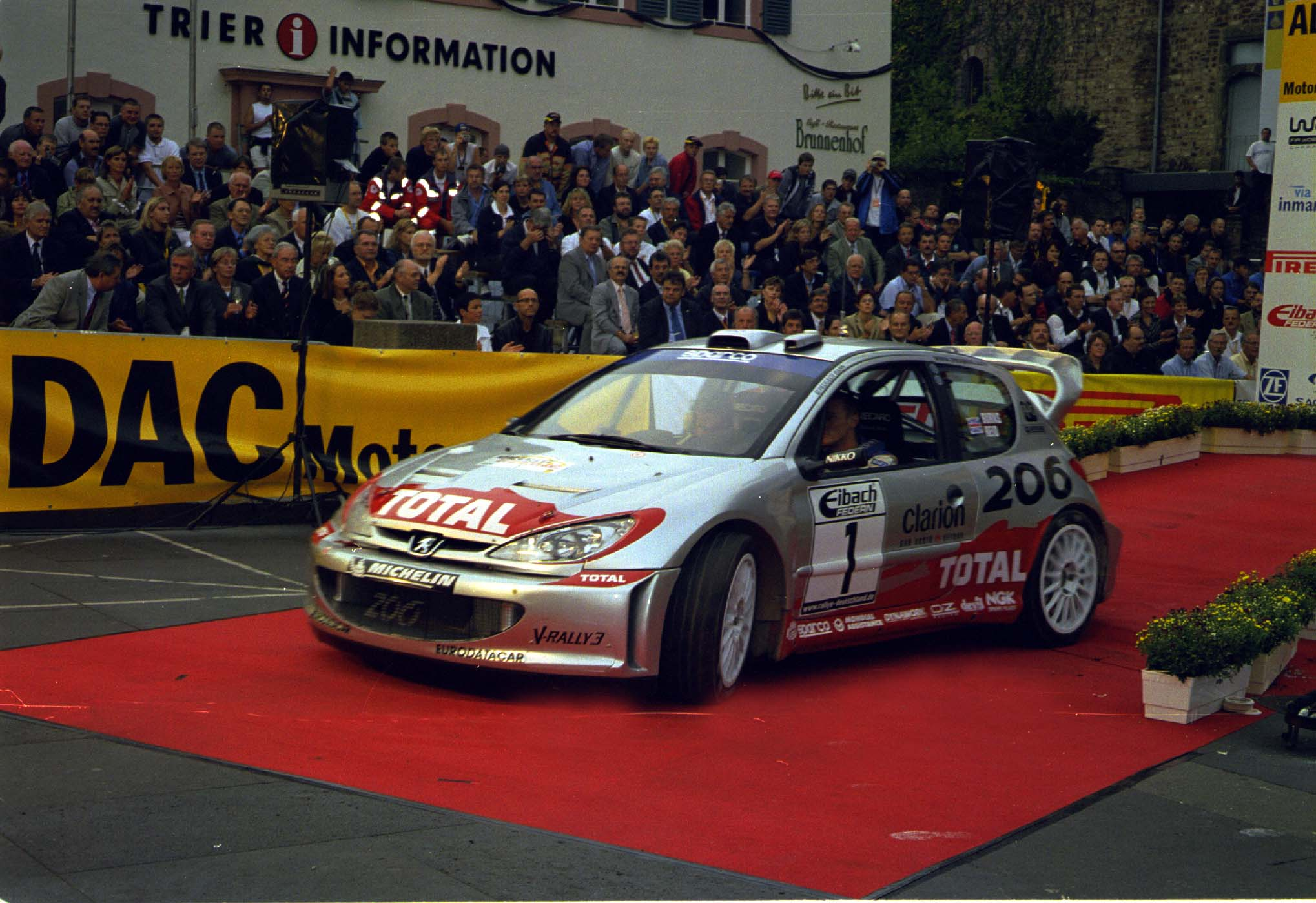
Richard Burns na starcie Rajdu Niemiec 2002 w samochodzie Peugeot 206 WRC

Po zdobyciu tytułu mistrzowskiego przez Burnsa pojawiły się kontrowersje dotyczące startów w sezonie 2002. Burns podpisał kontrakt z zespołem Peugeota, jednak kierownictwo zespołu Subaru twierdziło, iż Brytyjczyk ma nadal ważny kontrakt z ich teamem. Ostatecznie osiągnięto porozumienie w tej sprawie i Burns został członkiem Peugeota. Debiut Burnsa w Peugeocie 206 WRC nastąpił w styczniu, w Rajdzie Monte Carlo. Anglik zajął w nim ósme miejsce. W Rajdzie Szwecji zdobył swoje pierwsze punkty w mistrzostwach świata w sezonie 2002, gdy zajął w nim czwartą pozycję. Natomiast w marcowym Rajdzie Korsyki stanął na podium, przegrywając tylko z partnerem z zespołu, Francuzem Gilles’em Panizzim oraz Finem Marcusem Grönholmem. W marcu 2002 Burns znów przegrał z Panizzim, tym razem w Rajdzie Katalonii, w którym zajął drugie miejsce. W Rajdzie Cypru Burns także był drugi. Przegrał w nim z Marcusem Grönholmem. W maju 2002 Burns dojechał na pierwszym miejscu do mety Rajdu Argentyny, jednak sześć godzin po zawodach został zdyskwalifikowany. Koło zamachowe w Peugeocie Burnsa miało nieprawidłową wagę. Zwycięzcą rajdu został Carlos Sainz. Dwóch kolejnych rajdów (Grecji i Safari) Burns nie ukończył. W sierpniu w Rajdzie Finlandii zajął drugie miejsce za Grönholmem oraz drugie w Rajdzie Finlandii za Sébastienem Loebem. We wrześniu 2002 Burns był czwarty w Rajdzie Włoch, jednak w żadnym z trzech ostatnich rajdów sezonu nie dojechał do mety. W klasyfikacji generalnej zajął piąte miejsce z 34 zdobytymi punktami.
Sezon 2003 Burns rozpoczął od startu w Rajdzie Monte Carlo. Zajął w nim piąte miejsce. W lutym 2003 był trzeci w Rajdzie Szwecji. Przegrał tylko z dwójką Finów: partnerem z zespołu Peugeota, Marcusem Grönholmem oraz Tommim Mäkinenem w Subaru Imprezie WRC. W następnych dwóch rajdach Burns przyjeżdżał do mety na drugiej pozycji. W Rajdzie Turcji przegrał o blisko 48 sekund z Carlosem Sainzem, a w Rajdzie Nowej Zelandii o ponad minutę z Marcusem Grönholmem. Brytyjczyk punktował także w Rajdzie Argentyny (trzecie miejsce) i w Rajdzie Grecji (czwarte miejsce), jednak nie ukończył czerwcowego Rajdu Cypru z powodu awarii silnika. Następnie w trzech kolejnych rajdach Burns zajmował trzecią pozycję. Były to: Rajd Niemiec, Rajd Finlandii i Rajd Australii. W październikowym Rajdzie San Remo był siódmy, a w Rajdzie Korsyki ósmy. Z kolei Rajdu Katalonii nie ukończył z powodu wypadku na 19. odcinku specjalnym. W ostatnim rajdzie sezonu 2003, Rajdzie Wielkiej Brytanii, Burns nie pojechał na skutek kłopotów zdrowotnych. Ostatecznie sezon 2003 zakończył na czwartej pozycji w klasyfikacji generalnej z 58 zdobytymi punktami.

## Choroba i śmierć
W listopadzie 2003 przed Rajdem Wielkiej Brytanii Burns zemdlał podczas jazdy swoim samochodem. Jechał wówczas z Markko Märtinem, który zdołał zatrzymać samochód. Po tym wydarzeniu Burns był zmuszony wycofać się z rywalizacji w brytyjskim rajdzie. Kilka tygodni później zdiagnozowano u niego rodzaj nowotworu mózgu, gwiaździaka. W kwietniu 2005 roku Burns przeszedł operację mózgu, którą lekarze określili jako "bardzo udaną". Był także leczony za pomocą chemioterapii i radioterapii.
Po operacji stan zdrowia Burnsa poprawił się. W sierpniu 2005 Burns był obecny na festynie rajdowym na zamku Combe. Po sześciu miesiącach od operacji zaczęły się kolejne problemy Burnsa ze zdrowiem. W piątek, 25 listopada 2005, w czwartą rocznicę wywalczenia tytułu mistrza świata, Burns zmarł w Londynie w wieku 34 lat. Kilka dni przed śmiercią zapadł w śpiączkę. Publiczne uroczystości pożegnalne Burnsa odbyły się 22 grudnia 2005 w Kościele świętego Łukasza w Londynie.
W 2006 roku została założona Fundacja Richarda Burnsa (Richard Burns Foundation). Fundacja ta ma na celu pomagać młodym ludziom, którzy podobnie jak zmarły rajdowiec, zapadli na nowotwór mózgu. Patronami tej fundacji zostali tacy rajdowcy jak: rodak Burnsa Guy Wilks, Fin Marcus Grönholm i Estończyk Markko Märtin.
W 2007 roku koncern Subaru postanowił uczcić pamięć zmarłego Burnsa. Wypuszczono na rynek limitowaną wersję Subaru Imprezy w kolorze czarnym, wyposażonej w pakiet Prodrive i nazwanej RB320.
W sierpniu 2008 roku dla upamiętnienia Richarda Burnsa postanowiono zorganizować Richard Burns Memiorial Rally na lotnisku RAF Marham w Norfolku. Celem rajdu jest także zbieranie pieniędzy na Fundację Richarda Burnsa. Pierwszą edycję rajdu w 2008 roku wygrała załoga Markko Märtin – Robert Reid w Subaru Imprezie S14.
W maju 2007 szkocka muzyczna grupa Travis wydała album pt. The Boy With No Name, który zadedykowała zmarłemu Richardowi Burnsowi.

## Życie prywatne
Sportowym idolem Richarda Burnsa był brytyjski wioślarz, wielokrotny medalista igrzysk olimpijskich, Steve Redgrave. W 2002 roku Burns napisał autobiografię pt. "Driving Ambition".
Richard Burns był kawalerem. W chwili śmierci zostawił narzeczoną Zoe Scott. Mieszkał w mieście Kidlington, a następnie w Andorze.

## Richard Burns Rally
W 2004 roku producent gier komputerowych Warthog Games wydał symulator rajdów Richard Burns Rally, stworzony przy pomocy samego Richarda Burnsa. Gra została wydana przez firmę SCi na platformy PlayStation 2, Xbox, PC i Gizmondo. W Richard Burns Rally gracz ma do wyboru 8 licencjonowanych samochodów rajdowych, którymi ma możliwość jazdy na 36 odcinkach specjalnych. Dostępna jest również akademia rajdowa, w której sam Burns oraz jego pilot Robert Reid uczą gracza techniki jazdy.

## Zwycięstwa w Mistrzostwach Świata
| Nr | Rajd                   | Sezon | Pilot       | Samochód                     |
| -- | ---------------------- | ----- | ----------- | ---------------------------- |
| 1  | Rajd Safari            | 1998  | Robert Reid | Mitsubishi Carisma GT Evo IV |
| 2  | Rajd Wielkiej Brytanii | 1998  | Robert Reid | Mitsubishi Carisma GT Evo IV |
| 3  | Rajd Grecji            | 1999  | Robert Reid | Subaru Impreza WRC           |
| 4  | Rajd Australii         | 1999  | Robert Reid | Subaru Impreza WRC           |
| 5  | Rajd Wielkiej Brytanii | 1999  | Robert Reid | Subaru Impreza WRC           |
| 6  | Rajd Safari            | 2000  | Robert Reid | Subaru Impreza WRC           |
| 7  | Rajd Portugalii        | 2000  | Robert Reid | Subaru Impreza WRC           |
| 8  | Rajd Argentyny         | 2000  | Robert Reid | Subaru Impreza WRC           |
| 9  | Rajd Wielkiej Brytanii | 2000  | Robert Reid | Subaru Impreza WRC           |
| 10 | Rajd Nowej Zelandii    | 2001  | Robert Reid | Subaru Impreza WRC           |

## Starty w rajdach WRC
| Sezon | Zespół                      | Samochód                     | 1       | 2          | 3          | 4       | 5         | 6         | 7             | 8             | 9         | 10        | 11     | 12                       | 13        | 14              | 15 | 16 | Punkty | Miejsce |
| ----- | --------------------------- | ---------------------------- | ------- | ---------- | ---------- | ------- | --------- | --------- | ------------- | ------------- | --------- | --------- | ------ | ------------------------ | --------- | --------------- | -- | -- | ------ | ------- |
| 1990  | Peugeot Talbot Sport        | Peugeot 309 GTI              | MCO     | POR        | KEN        | FRA     | GRE       | NZL       | ARG           | FIN           | AUS       | ITA       | CIV    | GBR 28                   |           |                 |    |    | 0      | -       |
| 1991  | Peugeot Talbot Sport        | Peugeot 309 GTI              | Monako  | Szwecja    | Portugalia | Kenia   | Francja   | Grecja    | Nowa Zelandia | Argentyna     | Finlandia | Australia | Włochy | Wybrzeże Kości Słoniowej | Hiszpania | 16              |    |    | 0      | -       |
| 1992  | Richard Burns               | Peugeot 309 GTI              | Monako  | Szwecja    | Portugalia | Kenia   | Francja   | Grecja    | Nowa Zelandia | Argentyna     | Finlandia | Australia | Włochy | Wybrzeże Kości Słoniowej | Hiszpania | NU              |    |    | 0      | -       |
| 1993  | 555 Subaru World Rally Team | Subaru Legacy RS             | Monako  | Szwecja    | Portugalia | Kenia   | Francja   | Grecja    | Argentyna     | Nowa Zelandia | Finlandia | Australia | Włochy | Hiszpania                | 7         |                 |    |    | 4      | 43.     |
| 1994  | 555 Subaru World Rally Team | Subaru Impreza WRX           | Monako  | Portugalia | 5          | Francja | Grecja    | Argentyna | NU            | Finlandia     | Włochy    | NU        |        |                          |           |                 |    |    | 8      | 20.     |
| 1995  | 555 Subaru World Rally Team | Subaru Impreza 555           | Monako  | Szwecja    | 7          | Francja | NU        | Australia | Hiszpania     | 3             |           |           |        |                          |           |                 |    |    | 16     | 9.      |
| 1996  | Mitsubishi Ralliart         | Mitsubishi Lancer Evo III    | Szwecja | Kenia      | NU         | Grecja  | 4         | Finlandia | 5             | Włochy        | NU        |           |        |                          |           |                 |    |    | 18     | 9.      |
| 1997  | Mitsubishi Ralliart         | Mitsubishi Carisma GT Evo IV | Monako  | Szwecja    | 2          | NU      | Hiszpania | Francja   | NU            | 4             | 4         | Finlandia | 4      | Włochy                   | 4         | 4               |    |    | 21     | 7.      |
| 1998  | Mitsubishi Ralliart         | Mitsubishi Carisma GT Evo V  | 5       | 15         | 1          | 4       | 4         | NU        | 4             | NU            | 9         | 5         | 7      | NU                       | 1         |                 |    |    | 33     | 6.      |
| 1999  | Subaru World Rally Team     | Subaru Impreza WRC           | 8       | 5          | NU         | 4       | 5         | 7         | 2             | 1             | NU        | 2         | 2      | NU                       | 1         | 1               |    |    | 55     | 2.      |
| 2000  | Subaru World Rally Team     | Subaru Impreza WRC           | NU      | 5          | 1          | 1       | 2         | 1         | NU            | NU            | NU        | 4         | 4      | NU                       | 2         | 1               |    |    | 60     | 2.      |
| 2001  | Subaru World Rally Team     | Subaru Impreza WRC           | NU      | 16         | 4          | 7       | 2         | 2         | NU            | NU            | 2         | 1         | NU     | 4                        | 2         | 3               |    |    | 44     | 1.      |
| 2002  | Peugeot Total               | Peugeot 206 WRC              | 8       | 4          | 3          | 2       | 2         | DK        | NU            | NU            | 2         | 2         | 4      | NU                       | NU        | NU              |    |    | 34     | 5.      |
| 2003  | Marlboro Peugeot Total      | Peugeot 206 WRC              | 5       | 3          | 2          | 2       | 3         | 4         | NU            | 3             | 3         | 3         | 7      | 8                        | NU        | Wielka Brytania |    |    | 58     | 4.      |